# Cambogia ai Giochi della XXVII Olimpiade
La Cambogia ha partecipato ai Giochi della XXVII Olimpiade di Sydney, svoltisi nel 2000, con una delegazione di 4 atleti.

## Atletica
Maratona - Maschile
- Rithya To
  - 80º posto (→ 3:03:56)[1]

100 metri - Femminile
- Chan Than Ouk
  - Round 1 14.13 (→  non qualificata)[2]

## Nuoto
50 metri Stile libero - Maschile
- Kiry Hem
  - Qualifiche; 26.41 (→  non qualificato)[3]

50 metri Stile libero - Femminile
- Raksmey Hem
  - Qualifiche; 33.11 (→  non qualificata)[4]